# Francouzsko-indiánská válka
Francouzsko-indiánská válka je označení té části sedmileté války, která se odehrávala na severoamerickém bojišti, kde se střetly Spojené království a Francie, resp. kolonie Britské Ameriky proti koloniím Nové Francie, přičemž každá strana byla podporována vojenskými jednotkami a spojenci z řad místních indiánů. Na začátku války měly francouzské kolonie přibližně 60 000 osadníků, ve srovnání s 2 miliony v britských koloniích. Převaha Francouzů závisela zejména na Indiánech.
Evropské národy vyhlásily v zámoří širší válku proti sobě v roce 1756, dva roky po začátku francouzsko-indiánské války a někteří považují francouzsko-indiánskou válku za pouhé americké bojiště celosvětové sedmileté války z let 1756–1763; nicméně na francouzsko-indiánskou válku se ve Spojených státech pohlíží jako na jedinečný konflikt, který nebyl spojen s žádnou evropskou válkou. Francouzští Kanaďané jí nazývají Guerre de la Conquête („dobyvatelská válka“).
Britští kolonisté byli v různých dobách podporováni kmeny Irokézů, Katavbů a Čerokíjů a francouzští kolonisté byli podporováni členskými kmeny Konfederace Wabanaki, Abenaki, Mikmaky a kmeny Algonkinů, Lenapů, Odžibvejů, Ottawů, Šavanů a Huronů. Boje probíhaly hlavně podél hranic mezi Novou Francií a britskými koloniemi, od kolonie Virginie na jihu po Newfoundland na severu. Začalo to sporem o kontrolu nad soutokem řek Allegheny a Monongahela zvaných Forks of Ohio a místa francouzské Fort Duquesne v Pittsburghu v Pensylvánii. Spor vypukl během násilí v bitvě u Jumonville Glen v květnu 1754, během níž milice z Virginie pod vedením 22letého George Washingtona přepadli francouzskou hlídku.

## Průběh

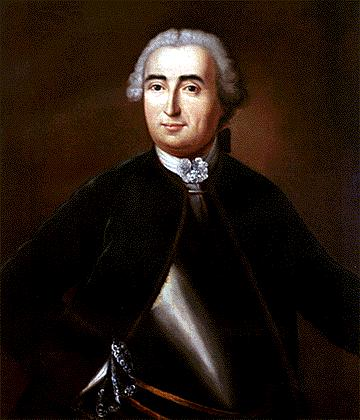
Markýz de Moncalm (1712-1759), vrchní velitel francouzských vojsk na americkém kontinentu

Napětí mezi anglickou a francouzskou stranou eskalovalo již roku 1754 menšími srážkami. Zpočátku kvůli nejednotnosti britských koloniálních a královských institucí (každá kolonie měla vlastní kongres a guvernéra, kteří rozhodovali o nasazení koloniálních milic a prostředků) měla navrch francouzská strana. Roku 1755 byla zorganizována výprava pod velením generála Braddocka (které se zúčastnil i George Washington), která měla za úkol obsadit francouzskou pevnost Duquesne v údolí Ohia. Expedice však skončila katastrofou nedaleko řeky Monongahely, kde byly rozprášeny celé dva pluky včetně pomocných milic. Generál Edward Braddock byl smrtelně raněn.
V roce 1756 připlul s posilami do Ameriky markýz de Montcalm. Dobytím pevností Oswego u Ontarijského jezera a pevnosti William Henry u jezera George zajistil Francouzům důležité strategické pozice. Ale koncem roku 1757 se britské královské a koloniální síly konečně zorganizovaly, což jim umožnilo využít obrovské přesily lidských zdrojů a hospodářských prostředků, kterou anglické kolonie nad francouzskými měly. Britské kolonie měly v té době více než 1,5 milionu obyvatel, zatímco Nová Francie jen asi 80 000. Britské královské pluky a koloniální milice se v roce 1758 vylodily u francouzské pevnosti Louisbourg, která měla chránit vjezd do zálivu sv. Vavřince, a dobyly ji (podruhé, poprvé byla dobyta roku 1745, ale byla Francii vrácena), čímž definitivně odřízly Novou Francii od dodávek z mateřské země.
Válka však ještě zdaleka neskončila: 8. července 1758 připravil Montcalm zdrcující porážku 5x silnější britské armádě v bitvě u Carillonu. Nicméně i přes toto skvělé vítězství musel stále ustupovat. V srpnu 1758 ztratili Francouzi další důležitý opěrný bod Fort Frontenac, což byla malá pevnost na břehu Ontarijského jezera, jedno z center obchodu s jezerními kmeny. Právě v klíčovém roce 1758 ztratila Nová Francie podporu větší části Indiánů, kteří byli oslabeni epidemiemi a mnoho z nich uzavřelo s Angličany dohodu zvanou smlouva z Eastonu (říjen 1758).

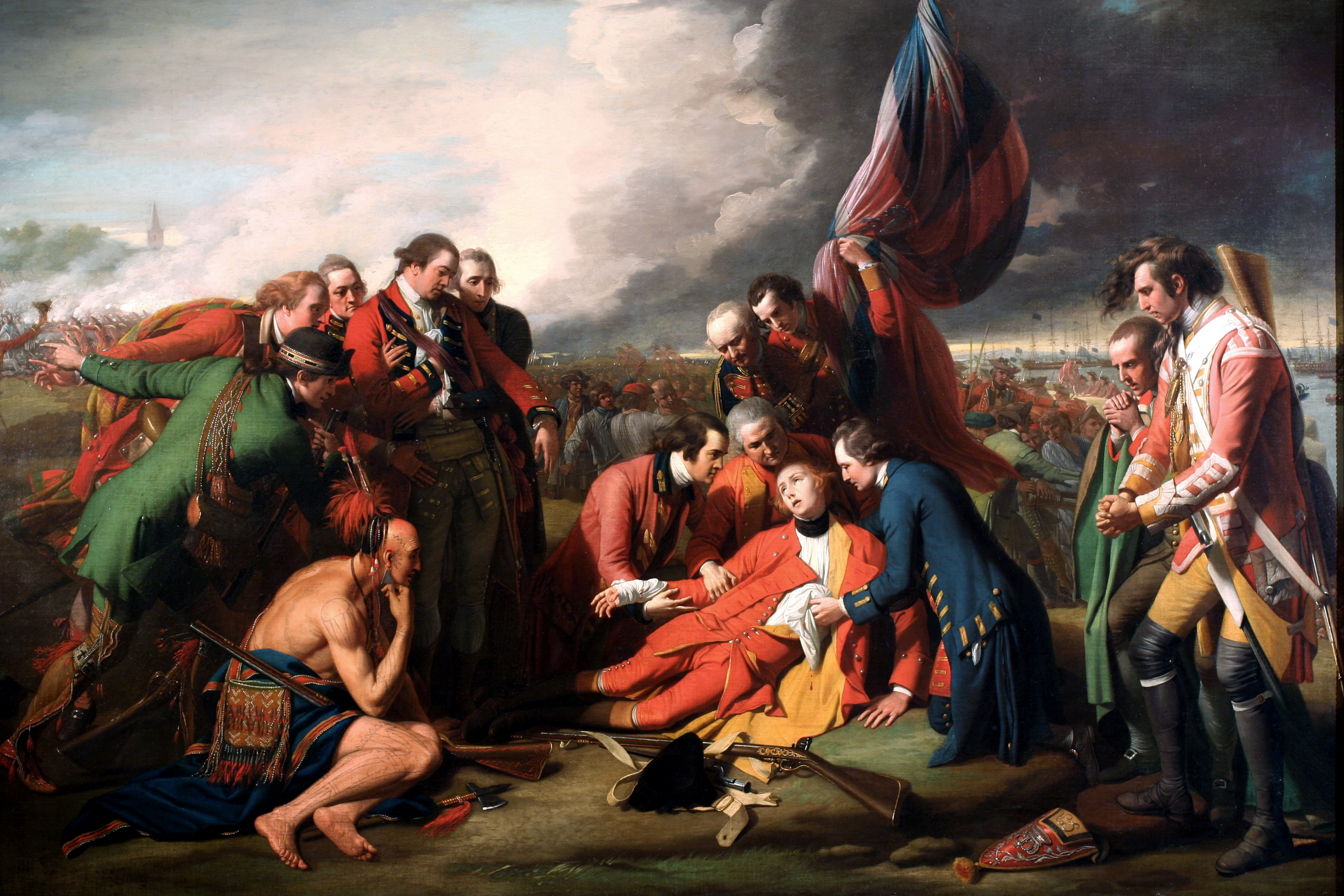
Smrt generála Wolfa v bitvě u Quebecu

V létě 1759 zamířila proti proudu řeky Sv. Vavřince invazní armáda asi 8 000 Britů. Montcalm nejprve ještě odrazil britský pokus o vylodění u Montmorencyho vodopádů, nicméně vzápětí poté se vylodily jednotky generála Wolfa u Québecu a zvítězili nad Francouzi v bitvě na Abrahamových pláních nedaleko města. Generálové Wolfe i Montcalm byli v bitvě smrtelně raněni.
Pádem Montrealu roku 1760 francouzská nadvláda nad Novou Francií přestala fakticky existovat. Válka skončila zánikem Nové Francie, kterou zcela ovládly britské jednotky.

## Uzavření míru
V listopadu 1762 se vyslanci tří panovníků – Ludvíka XV., Jiřího III. a Karla III. – dohodli na mírové dohodě. Francie postoupila Velké Británii Kanadu (Louisianu předala svému spojenci Španělsku), uznala ztrátu Akádie (bez ostrovů Saint Pierre a Miquelon), ztratila Grenadu a Grenadiny. Francii byly vráceny Martinik, Guadeloupe, La Désirade a Marie-Galante. Britové slíbili vyklidit Havanu a Španělé postoupili Velké Británii Floridu. Na začátku prosince projednával anglický parlament tyto články a zazněly zde i kritické ohlasy. Přesto však byla smlouva podepsána v Paříži dne 10. února 1763.